# Sauvillers-Mongival
Sauvillers-Mongival – miejscowość i gmina we Francji, w regionie Hauts-de-France, w departamencie Somma.
Według danych na rok 1990 gminę zamieszkiwały 164 osoby, a gęstość zaludnienia wynosiła 32 osoby/km² (wśród 2293 gmin Pikardii Sauvillers-Mongival plasuje się na 833. miejscu pod względem liczby ludności, natomiast pod względem powierzchni na miejscu 862.).